# Гончарова Наталія Сергіївна
Ната́лія Сергі́ївна Гончаро́ва (16 червня 1881, Ладижино, Тульська губернія, Російська імперія — 17 жовтня 1962, Париж, Франція) — російська художниця-авангардистка. Зробила значний внесок у розвиток авангардного мистецтва в Росії.

## Життєпис
Народилася в селі Ладижино (Тульська губернія) 21 червня (4 липня) 1881 в сім'ї архітектора. Пов'язана з родом пушкінських Гончарових (двоюрідна правнучка дружини поета, Наталії Пушкіної-Ланської, до шлюбу Гончарової.
У 1900 познайомилася з Михайлом Ларіоновим, з яким пізніше взяла шлюб.
У 1901—09 Гончарова вчилася в Московському училищі малярства, скульптури і зодчества, де спочатку займалася скульптурою, а потім захопилася малярством, який вивчала під керівництвом К. О. Коровіна. У 1906 її роботи вперше демонструвалися на виставках за кордоном.
З 1914 року Гончарова почала працювати художницею театру — виконала оформлення постановки опери «Золотий півник» М. А. Римського-Корсакова на замовлення С. П. Дягілєва.
У 1915 році, прийнявши запрошення Дягілєва працювати художницею для Російських сезонів, Гончарова разом із чоловіком приїхала до Франції, де вони залишилися до кінця життя.
Померла Гончарова у Парижі 17 жовтня 1962. Істотна частина творчої спадщини Гончарової й Ларіонова була передана 1988-го в дар Третьяковській галереї.

## Творчість
Малярство і графіка Гончарової — спочатку імпресіоністська, потім вирішена у дусі фовізму — стоїть біля витоків російського футуризму. У 1907—11 їй вдалося — можливо, органічніше, ніж кому-небудь з сучасників, — з'єднати традиції «примітиву» (лубка, розписної вивіски і інших видів ізо-фольклору), так само як і традиції ікони, з новими авангардними віяннями. Особливе місце в її мистецтві займають жанрово-побутові теми («Косовиця», «Миття полотна»; обидві роботи 1910, Третьяковська галерея), а також релігійні мотиви (цикл із чотирьох частин «Євангелісти», 1911, Російський музей, Петербург). Грізно-апокаліптичною експресією вражають «Містичні образи війни» (літографії, випущені в 1915 у вигляді альбому). Розкладаючи форми видимого світу, художниця звернулася до кубофутуризму («Велосипедист», 1913, там само), примикала до винайденого її чоловіком безпредметному «лучизму», зберігаючи предметно-фігуративний початок. До найкращих зразків авангардного мистецтва належать оформлені Гончарової, часто в співавторстві з чоловіком, видання А. Є. Кручоних, В. В. Хлєбникова і інших поетів-футуристів («Світзкінця», «Гра в пеклі», «Взорваль», 1912—1913; і ін.).
Перетворюючи авангард на «мистецтво життя», Гончарова і Ларіонов займалися театром (проект артистичного кабаре «Рожевий ліхтар») і кіно (участь в зйомках першого російського футуристичного фільму «Драма в кабаре 13»; обидва — 1913—1914). Тому такий органічний був їх перехід до сценографії (на запрошення С. П. Дягілєва). Малярська пластика оформленої Гончаровою постановки опери М. О. Римського-Корсакова «Золотий півник» (1914) мала бучний успіх в Парижі. Працюючи в «Російських сезонах», Гончарова разом з чоловіком покинула Москву, в 1919 остаточно влаштувавшись в столиці Франції.
Театр був серцевиною її французького періоду (дизайн «Жар-птиці» І. Ф. Стравинського, 1926, і інших постановок дягильовської антрепризи); до «карнавального» світу театральної декорації і костюма нерідко примикають і станкові речі цих десятиліть, деколи експериментально-нефігуративні, деколи близькі вишуканому видовищу «ар деко» (поліптих «Іспанки», 1923—1924, Центр Ж. Помпіду, Париж, та інші зібрання).
Була членом «Бубнового валета», однією з творців іншого, радикальнішого художнього об'єднання, «Ослячого хвоста» (1911); входила також в «Союз молоді». Зазнала великого впливу П. Гогена.

### Книжкові ілюстрації
Наталія Гончарова відома як художниця книги. Серед її робіт:
- Ілюстрації і оформлення «Слово о полку Ігоревім» (1923)[8]
- Ілюстрації і оформлення «Казки про царя Салтана»(1921)[9].

Частина книг з ілюстраціями Н. Гончарової перевидані в серії «Повернення книги».
18 червня 2007 року на вечірніх торгах аукціону «Christie's» у Лондоні картина Наталії Гончарової «Збір яблук» (1909) була продана за 4,948 млн фунтів стерлінгів (майже 10 млн доларів США), встановивши таким чином історичний рекорд вартості робіт художників-жінок.

## Сім'я
У 1900 познайомилася з М. Ф. Ларіоновим, що став її супутником життя і соратником у мистецтві (втім як художниця вона завжди зберігала творчу незалежність).

## Статті
- Д.Е. Расовская. Эскизы Н.С. Гончаровой «Святой Борис» и «Святой Феодор» в собрании Одесского художественного музея // «Вестник Одесского художественного музея» №1.